# Masazir
Jezero Masazir (azerbajdžansko Masazır gölü) je slano jezero v Masazirju v Azerbajdžanu, na polotoku Abšeron na zahodni obali Kaspijskega jezera.
Celotna površina jezera je 10 km2.
V ionski sestavi vode so koncentrirane velike količine kloridov in sulfatov. Prisotna sta kalcij in magnezij. V vodi so halofilne bakterije. Prisotnost bakterij in velike količine joda daje jezeru rdečo barvo. Zaradi visoke ravni slanosti rastlinstva in živalstva praktično ni.
Poleti jezero presahne. Na površini se naredi slana skorja.
Jezero je ograjeno. Postavljene so prepovedne table. Jezero je velik vir soli, katere zaloge znašajo 1 milijon 735 tisoč ton.

## Pridelava soli
Pridobivanje soli iz jezera se je začelo leta 1813. Sol pridobivajo bodisi s površja kot plast soli bodisi iz vode kot raztopino. Leta 2010 je bila zgrajena nova solinarna za proizvodnjo dveh azerbajdžanskih znamk soli. Zbrana sol se pošlje v rafinacijo. Ocenjena količina pridobljene soli je 1735 milijonov ton. 
21. julija 2010 je v bližini jezera začela obratovati solinarna Masazir holdinga Azersun[azerb.]. Gradnja tovarne se je začela leta 2007. Obrat stoji na površini 8 ha. Zmogljivost tovarne je 90.000 ton soli na leto. Obrat proizvaja jedilno in industrijsko sol. Sol se pridobiva iz vode in gline.
Pred izgradnjo obrata so sol v jezeru kopali z obrtnimi metodami.
- Solarna Masazir